# Cliff Almond
Cliff Almond (ur. w 1930 w Cessnock, zm. 4 listopada 2018 tamże) – australijski piłkarz występujący na pozycji obrońcy.
W barwach Stirling Albion rozegrał osiem spotkań w Scottish Division One.
W reprezentacji Australii wystąpił czterokrotnie w 1955 roku, w serii meczów przeciwko Południowej Afryce.